# Associação Desportiva de Mogi das Cruzes
L'Associação Desportiva de Mogi das Cruzes és un club brasiler de basquetbol de la ciutat de Mogi das Cruzes.
El club va ser fundat el 1995 i desaparegué per problemes econòmics el 2005, retornant a l'activitat el 2011. El 1996 guanyà el seu primer campionat estatal.

## Palmarès
- Super Copa Brasil: 
  - 2012
- Campionat Paulista: 
  - 1996, 2016